# Anna Unsgaard
Anna Veronica Unsgaard, tidigare Tibblin Hansson,  född 4 maj 1973, är en svensk journalist. Hon är gift med Edvard Unsgaard.
Unsgaard var 2006–2007 pressekreterare åt finansminister Anders Borg. Hon har även varit journalist på TV4:s Nyheterna, ABC-redaktionen på Sveriges television, Ekoredaktionen, Aftonbladet samt varit allmänreporter på Sveriges televisions Rapport. Hon har även producerat ett antal fristående dokumentärer som sänts på SVT.